# 음원 녹음 저작권 기호
℗ 기호로도 널리 알려져 있는 음원 저작권 기호는 레코드 판(en:Phonorecord), LP, 오디오 테이프, 카세트테이프, 콤팩트 디스크 등에 음원(음악)을 녹음할 때 음원 기록 저작권이 있음을 알리고 구체화하는 데 사용되는 저작권 기호이다. 적어도 1960년대 중반부터 현재까지 유럽에서는 미국의 저작권법을 따르고 있다. 1971년 이후부터는 미국 법전 제 17호 § 402에 법적으로 편찬되었고 국제적으로 레코드 판 생산자 보호 협약에 명시되어 있다.
원 안에 그려진 P의 의미는 레코드 판 (Phonogram)을 뜻한다. 영어권 국가 대부분에서, 미국 저작권법 내에서 "음원 녹음" (Sound recordings)이라고 알려진 작품들을 지칭하기 위해 사용하는 법률 용어이다.
음원 녹음은 만약 저작권을 표시할 수 있는 것들(주로 음악 작품이나, 악보, 가사와 같은 것)이 있다면 기본적인 저작권과는 구별되는 별도의 저작권을 갖는다. 녹음 저작권 고지는 음원 자체 저작권으로 확장되거나 음원 자체에 대한 저작권에 적용되며, 음원 수정(remake), 리믹스, 다른 음원 판(version) 등의 경우 동일한 작곡가가 재수정 한 것이더라도 적용되지 않는다.

## 미국법
녹음 저작권 기호는 미국에서 1971년에 알려졌고, 동시에 미국 국내에서 혹은 국제 조약 모두 기본적으로 도입되었다.
미국에서는 Pub.L. 92–140, 85 Stat. 391, 1971년 10월 15일 제정으로 추가되었으며 1909년 저작권법을 개정하며 음원 녹음에 대한 보호를 추가했고, 음원 녹음의 경우 및 음원 녹음에 대한 고지 사항에 대한 법을 제정하였다.
(c) In section 19, title 17, of the United States Code, add the following at the end of the section: "In the case of reproductions of works specified in subsection (n) of section 5 of this title ["Sound recordings"], the notice shall consist of the symbol ℗ (the letter P in a circle), the year of first publication of the sound recording, and the name of the owner of copyright in the sound recording, or an abbreviation by which the name can be recognized, or a generally known alternative designation of the owner: Provided, That if the producer of the sound recording is named on the labels or containers of the reproduction, and if no other name appears in conjunction with the notice, his name shall be considered a part of the notice.
미국 내에서의 음원 저작권 고지는 음반에만 부착할 수 있으며, 부착되는 세 요소들은 다음과 같다.
1. ℗ 기호
2. 음원이 처음 발매된 연도
3. 이름, 예명, 약어 등 일반적으로 통용되는 명칭과 같이 저작권을 소유하고 있는 사람의 신원 확인이 가능한 표시. 이러한 식별은 저작권 소유자가 음원 녹음 프로듀서이고, 해당 제품 포장에서 프로듀서가 확인되는 경우 생략할 수 있다.[2]

## 기호화
이 기호는 부호점(en:code point)이 있으며 유니코드에 U+2117 ℗ sound recording copyright로, 추가 유니코드 문자 속성에 "발표됨" 혹은 "음반 기호"라는 이름으로 배정되어 있다. 비슷한 문자인 Ⓟ (원괄호 대문자 P) 와 ⓟ (원괄호 소문자 p)를 대신하여 표기하는 것은 적절하지 않다.

## 같이 보기
- 저작권 기호
- 괄호 영숫자